# Védrines-Saint-Loup
 Védrines-Saint-Loup  es una población y comuna francesa, situada en la región de Auvernia, departamento de Cantal, en el distrito de Saint-Flour y cantón de Ruynes-en-Margeride.

## Demografía
| 318 | 305 | 238 | 217 | 184 | 162 |
| Para los censos de 1962 a 1999 la población legal corresponde a la población sin duplicidades (Fuente: INSEE [Consultar]) |     |     |     |     |     |